# ロータリー (時計メーカー)
ロータリー（英称：Rotary Watches Ltd）は、イギリスの時計メーカーである。

## 概要
- 1895年、スイスのラ・ショー・ドフォンに創業された。
- 1905年、イギリスへ進出した。
- 1940年、イギリス陸軍の公式時計サプライヤーになった[1]。
- 2006年、イギリスの「スーパーブランド」の1つに選出された。その後もその地位を維持している[2]。

## 主なモデル
- ヘンリー
- カンタベリー
- グリニッジ
- ケンブリッジ
- オックスフォード
- ウルトラスリム
- ウィンザー
- トラディション
- カンタベリー サビル・ロウ
- ルツェルン
- リバプール
- レベレーション